# Čarls Aldžernon Parsons
Čarls Aldžernon Parsons (engl. Sir Charles Algernon Parsons, London, 13. 6. 1854. – Kingston Harbour, 11. 2. 1931), britanski inženjer, najpoznatiji po izumu parne turbine. Radio je takođe na konstruisanju trubina, dinamu i elektranama, te optičkoj opremi za reflektore i teleskope. Imao je veliki uticaj na elektrotehniku i brodogradnju.

## Životopis
Parsons je rođen u Londonu u angloirskoj porodici sa trinaestoro dece kao najmlađi sin Vilijama Parsonsa, ali je samo 4 sina preživelo detinjstvo. Rodivši se u plemićkoj porodici, imao je privilegiju privatnog obrazovanja u Irskoj, što ga je podstaklo da se bavi naukom. (Porodično sedište je zamak Ber, okrug Ofali, Irska, a grad Ber se zvao Parsonstaun, po porodici, od 1620. do 1901.)
Sa svoja tri brata, Parsons se školovao kod kuće u Irskoj kod privatnih učitelja (uključujući Džona Persera), koji su svi bili dobro upućeni u nauke i takođe su bili praktični pomoćnici grofa u njegovom astronomskom radu. (Jedan od njih je kasnije postao, kao ser Robert Bol, kraljevski astronom za Irsku.) Čarls je pohađao je Triniti koledž u Dablinu te kasnije Sent Džonov koledž u Kembridžu, gde je studirao matematiku te diplomirao 1877. Iste godine se zapošljava u inženjerskom preduzeću V.G. Armstronga kao naučnik. Kasnije se preselio u Kitsons u Lidsu, gde je radio na torpedima na raketni pogon. Kao vodeći inženjer za električnu opremu u Clarke, Chapman and Co, 1884. razvio je složenu parnu turbinu koja je revolucionizirala pomorstvo i pomorsko ratovanje. Godine 1889, započinje rad u vlastitom preduzeću C.A. Parsons and Company, nakon što je radio u nekoliko kompanija, te stekao vredno iskustvo, u kojoj se bavi proizvodnjom parnih turbina, električnih generatora i ostalih električnih uređaja. Danas je njegovo preduzeće deo nemačkog konglomerata Simens.
Kao veliki ljubitelj brodova i pomorstva, uz rad na turbinama, gradi Turbiniju, prvi brod pokretan parnom turbinom, koji se mogao kretati brzinom od 34 čvora, za razliku od ostalih brodova Britanske ratne mornarice koji su imali brzinu od 27 čvorova. Po uzoru na Turbiniju, ratni brodovi su brzo usvojili pogon na parnu turbinu.
Parsons je umro 11. februara 1931. dok je krstario za suprugom.

### Parna turbina
Godine 1884, Parsons je prešao u Clarke, Chapman and Co, proizvođača brodskih motora koji je imao postrojenja u blizini Njukasla, gde je postao šef njihovog razvoja električne opreme. Tamo je 1884. razvio turbinski motor i odmah upotrebio novi motor za pogon električnog generatora, koji je takođe dizajnirao. Parsonsova parna turbina je omogućila jeftinu i obilnu električnu energiju i imala je prelomni značaj je pomorski transport i pomorsko ratovanje.
Parna turbina koju je Parsons konstuisao temeljila se na nakoliko stupnjeva u nizu. Ekspanzija svakog stupnja bila je ograničena tako da se izvuče maksimalna kinetička energija iz lopatica, a da one pritom ne pređu dopuštenu brzinu rotacije. Turbina je 1891. dobila kondenzator te se počinje koristiti u elektranama. Prva takva elektrana koja je koristila parnu turbinu bila je Fort Banks u Engleskoj. Kroz sledećih nekoliko godina, turbina se dalje razvijala te je 1899. godine izrađena jedna nazivne snage 1  koja se koristila u elektrani u Elberfildu, Nemačka.
Prepoznavši veliki potencijal svoje parne mašine, Parsons je svoj izum odlučio da iskoristi u pomorstvu. Prvo je svoje naume i eksperimente vršio na malom modelu te je dobijene rezultate iskoristio za gradnju Turbinije. Turbinija je prvi put puštena u pogon 2. avgusta 1894. godine. Povodom 60. godišnjice vladavine kraljice Viktorije 26. juna 1897. godine održana je pomorska smotra ratne mornarice. Parsons se nepozvan pojavio sa Turbinijom koja je bila najbrži razarač mornarice. Mornarica u sledeće dve godine gradi dva nova razarača, Vajper i Kobra, koji su pokretani Parsonsovim turbinama. Turbinija je 1907. godine izašla iz upotrebe te je danas izložena u muzeju u Njukaslu.

### Osnivanje preduzećaParsons i kompanija
Godine 1889, osnovao je C. A. Parsons and Company u Njukaslu za proizvodnju turbo generatora prema njegovom dizajnu. Iste godine je osnovao kompaniju Njukasl i distrikt električno osvetljenje (DisCO). Godine 1890, DisCo je otvorio elektranu Fort Banks, prvu elektranu na svetu koja je proizvodila električnu energiju pomoću turbo generatora. Godine 1894, povratio je određena patentna prava od preduzeća Klark Čapman. Iako je njegova prva turbina bila efikasna samo 1,6% i proizvela samo 7,5 kilovata, brza postepena poboljšanja za nekoliko godina dovela su do njegove prve megavatne turbine, izgrađene 1899. za proizvodno postrojenje u Elberfeldu u Nemačkom carstvu.

### Primene pomorskih parnih turbina
Takođe zainteresovan za pomorske aplikacije, Parsons je osnovao kompaniju Parsons za brodske parne turbine u Njukaslu. Poznato je da se u junu 1897. njegova jahta na turbinski pogon, Turbinia, nenajavljeno pojavila u Pregledu mornarice za dijamantski jubilej kraljice Viktorije u Spithedu, dana 26. juna 1897. godine, pred princom od Velsa, stranim velikodostojnicima i lordovima admiraliteta. Krećući se velikom brzinom na Reviji flote kraljice Viktorije povodom dijamantskog jubileja u Portsmutu, kako bi se demonstrirao veliki potencijal nove tehnologije. Turbinija se kretala brzinom od 34 kn (63 km/h; 39 mph); najbrži brodovi Kraljevske mornarice koji su koristili druge tehnologije dostizali su 27 kn (50 km/h; 31 mph). Deo poboljšanja brzine je dolazio od vitkog trupa Turbinije.
U roku od dve godine porinuti su razarači HMS Vajper i Cobra sa Parsonsovim turbinama, a ubrzo je usledio prvi putnički brod na turbinski pogon, parobrod Klajd TS King Edvard 1901. godine; prvi turbinski transatlantski brodovi RMS Viktorijan and Virginijan 1905; i prvi bojni brod na turbinski pogon, HMS Drednot 1906. godine, svi su pokretani Parsonsovim turbinskim motorima. (Prema podacima iz 2012 Turbinija je smeštena u namenski izgrađenoj galeriji u Muzeju otkrića, Njukasl.)

### Počasti i nagrade
Parsons je izabran za člana Kraljevskog društva u junu 1898. godine, dobio je Ramfordovu medalju 1902. i Koplijevu medalju 1928. godine, a održao je svoje Bakersko predavanje 1918. godine. On je bio predsednik Britanskog udruženja od 1916. do 1919. godine. Čarls je bio pozvani govornik ICM-a 1924. u Torontu. On je proglašen vitezom 1911. godine, i postao je član Reda zasluga 1927. godine. Godine 1929, Institut za gvožđe i čelik dodelio mu je Besemerovu zlatnu medalju.

## Porodica i nasleđe
Dok je radio u Lidsu, Parsons je upoznao buduću ženu Katarinu Betel s kojom se oženio 1883. Oni su imali dvoje dece, kćer Rejčel (1885) i sina Džordža (1886). Tokom svog života Čarls je osvojio brojne nagrade i medalje od kojih su neke Koplijeva medalja, Rumfordova medalja i Faradajeva medalja. Parsons je umro 1931. dok je bio na krstarenju sa suprugom.
Zbog njegovih mnogbrojnih uspeha i zasluga, 2017. godine je u opticaj pušteno 6000 srebrnih kovanica od 15 evra.

## Literatura
- Invernizzi, Costante Mario (2013). Closed Power Cycles: Thermodynamic Fundamentals and Applications. Springer. стр. 1. ISBN 978-1-4471-5140-1.
- Scaife, W.G.S (1999). From Galaxies to Turbines: Science, Technology and the Parsons Family. CRC Press. ISBN 978-1-4200-4692-2.
- Gibb, Claude. „Parsons, Sir Charles Algernon (1854–1931)”. Oxford Dictionary of National Biography (online изд.). Oxford University Press. doi:10.1093/ref:odnb/35396. (Subscription or UK public library membership required.)

## Spoljašnje veze
- „Parsons and Turbinia”. Архивирано из оригинала 10. 10. 2012. г.